# Oude Mannen en Vrouwenhuis (Soest)
Het Oude Mannen en Vrouwenhuis is een blok van 3 huizen onder een kap dat evenwijdig staat aan de Eemstraat in Soest. Opvallend aan het pand is de siertuin met buxushaagjes. Het rijksmonument staat in de Kerkebuurt.
De armenhuizen werden in 1782 gebouwd, als onderkomen voor bejaarde mannen en vrouwen. Het jaartal staat in een gedenksteentje boven de middelste deur. Bij de restauratie in 1961 werden de drie huizen samengevoegd tot één woonhuis. Hierbij werd een houten gepotdekselde aanbouw geplaatst aan de linker zijgevel.